# オーセントホテル小樽
オーセントホテル小樽（Authent Hotel Otaru）は、北海道小樽市にあるホテル。新日本海フェリーの関連会社であり、「SHKグループ」に属している。

## 概要
1995年（平成7年）に新日本海フェリーが旧大国屋跡地を取得し、初のホテル運営に乗り出した。
1996年に新日本海フェリーが高速船を導入し、到着が夜間になり当時大規模なシティホテルのない小樽では徒歩乗船客の宿泊が困難になることからシティホテルの開発に着手し、ホテルプラザの指導を受けて運営体制を構築した。
名称は英語で「真正の」「本物の」を意味する「Authentic」に由来し格調高いホテルを目指すものとして命名され、外観は明治・大正時代の建築をイメージしつつ周辺のノスタルジックな景観と調和する落ち着いたイエローの配色で優雅な雰囲気にまとめ、内装は客船のイメージで奇数階・偶数階でカラーリングを変えるといった趣向を施し各個室は広い面積と高い天井高を確保した。
フェリーありきのホテルではなく、ホテルとして地域のニーズを考慮した事業計画を練って建設した。楽天市場にオンラインショップを開設している。

## 施設
客室
- シングル (18 m²)
- ダブル (18 m²)
- ツイン (27 m²)
- トリプル (37 m²)
- 和室
  - Aタイプ（和室8畳+洋リビング） (36 m²)
  - Bタイプ（和室10畳+洋リビング） (54 m²)
  - Cタイプ（純和室11.5畳） (56 m²)
- バリアフリールーム (37 m²)
- デラックスツイン (37 m²)
- オーセントスイート (75 m²)

レストラン&バー
- メインレストラン カサブランカ
- 和食 入舟
- 鉄板焼 海王
- ロビーラウンジ オンディーヌ
- メインバー キャプテンズ・バー
- トップラウンジ ポール・スター
- ベーカリー オンディーヌ

宴会・会議
- オーセントルーム
- 和食「入舟」うしお
- メインレストラン「カサブランカ」個室

その他
- ホテルショップ
- ギャラリー
- 浴場・ミストサウナ（宿泊客のみ。大人300円、小学生150円、幼児無料）

## アクセス・駐車場
日銀通り沿いに位置しており、小樽都通り商店街、小樽サンモール一番街、北洋銀行小樽中央支店、北海道信用金庫小樽支店に隣接している。
- 北海道旅客鉄道（JR北海道）小樽駅から徒歩約5分
- 小樽運河から徒歩約5分
- メルヘン交差点から徒歩約15分
- 新日本海フェリー小樽フェリーターミナルから車で約10分
- 新千歳空港から道央自動車道・札樽自動車道経由し車で約80分
- 立体駐車場90台（うちRV車30台）

## 系列施設
ニセコ樺山の里 楽 水山
冬季需要の少ないオーセントホテル小樽のてこ入れ策として同ホテルの職員の冬季派遣先となっていたニセコのスキー場近辺での宿泊施設開発を検討し、「里山に暮らすような滞在」をコンセプトとした小規模ラグジュアリーホテルの建設を決定。
2019年5月に倶知安町樺山に延べ床面積3,400平米の全室温泉露天風呂付き18室の和風高級宿泊施設の計画を発表し、2020年12月1日に「ニセコ樺山の里 楽 水山」（にせこかばやまのさと らく すいさん）として開業。その後2023年には現在の「ニセコ羊蹄の宿 楽 水山」（にせこようていのやど らく すいさん）に改称。
スキー場ゲレンデに近すぎない閑静な土地に位置し全室羊蹄山を望む眺望とし、18棟の離れを渡り廊下で結んだ形で和を基調とした空間でフィットネスなども設置し長期滞在を楽しめる構造とした。
- 客室[12]
  - 洋室「山の間」（75 m²・13室 定員2名）[16]
  - 和洋室「水の間」（95 m²・5室 定員4名）[16]
- レストラン
  - 食事処「ゆきあい亭」
  - 鉄板焼き「海王」
  - 寿司・天ぷら「入舟」
- その他設備
  - 囲炉裏
  - ギャラリー
  - サロン「Salon de 楽」
  - エステサロン「空 Kū リラクゼーションルーム」
  - フィットネスルーム
  - スキー乾燥室・ロッカールーム